# Arístides de Atenas
Arístides Marciano (en griego antiguo: Ἀριστείδης Μαρκιανός), llamado también Arístides de Atenas, fue un filósofo cristiano del siglo II, uno de los primeros escritores apologéticos cristianos.
Jerónimo de Estridón lo describe como muy elocuente. Su Apología del cristianismo fue presentada al emperador Adriano en 123-126, y estaba imbuida de los principios de la filosofía griega. Se dice que la Primera Apología de Justino Mártir era una imitación de esta obra de Arístides, que se ha perdido completamente.
Es venerado como santo en la Iglesia católica, celebrándose su festividad el 31 de agosto; y en la Iglesia ortodoxa, festejándose el 13 de septiembre.